# Бык (Минская область)
Бык, также Быковщина (бел. Бык, Быкаўшчына (Быкоўшчына)) — бывший хутор на территории Рованичского сельсовета Червенском районе Минской области Белоруссии.

## Географическое положение
Располагался в 32 километрах к северо-востоку от Червеня, в 73 км от Минска, в километре к северу от деревни Новодворье.

## История
На 1908 год урочище Бык в составе Беличанской волости Игуменского уезда Минской губернии, здесь было 4 двора и 16 жителей. На 1917 год насчитывалось 6 домов, 49 жителей (27 мужчин и 22 женщины). 20 августа 1924 года оно вошло в состав вновь образованного Рованичского сельсовета Червенского района Минского округа (с 20 февраля 1938 — Минской области). На 1930-е годы существовала как хутора Бык. Во время Великой Отечественной войны один житель деревни пропал без вести. В 1966 году деревня Быковщина была включена в состав деревни Новодворье. На карте 2001 года (возможно, содержащей устаревшие на момент выхода сведения) бывший хутор Бык ещё отмечен как часть деревни Новодворье, однако в настоящее время какие-либо строения на территории хутора отсутствуют.

## Население
- 1897 —
- 1908 — 4 двора, 16 жителей
- 1917 — 6 дворов, 49 жителей
- 1926 —
- 1960 —